# Kagihime Monogatari Eikyū Alice Rondo
Kagihime Monogatari Eikyū Alice Rondo (鍵姫物語永久アリス輪舞曲 Kagihime Monogatari Alice Rondo Eikyū?, lit. Historia de la clave de la princesa: Alicia Rondo Eterna) es un manga conocido en países de habla hispana como Alicia Eterna, o simplemente Kagihime, escrito por Kaishaku y publicado en el 2004 por la editorial Dengeki Daioh. En el 2006, trece episodios de anime fueron adaptados del manga y producidos por Trinet Entretenimiento. 
Kagihime es una de las muchas obras de manga y/o anime influenciadas por los libros Alicia en el país de las maravillas y Alicia a través del espejo de Lewis Carroll, aunque en este caso la historia se centra en la supuesta realización de un tercer libro, llamado Alicia Eterna. Sin embargo Charles Lutwidge Dodgson se denomina L. Takion y no Lewis Carrol, por razones no conocidas pero tal vez debidas a la fonética del japonés.

## Argumento
La historia gira en torno al protagonista masculino, Kirihara Aruto. Todo comienza cuando una noche Aruto está escribiendo su propia copia de la Alicia Eterna. De repente ve a una chica saltando a través del cielo nocturno. Entonces sale de su casa y la sigue a una biblioteca. Ve su lucha con otra chica, que luego fue derrotada. Entonces la antigua roba su historia y desaparece. Al día siguiente, ella se revela a sí misma como Arisugawa Arisu, el papel principal femenino de la historia. Explica que ella es una Alice usuario, capaz de transformarse en un kemonomimi bunnygirl que utiliza una clave en la lucha contra otros usuarios Alice. Las claves se utilizan para desbloquear las historias de otros corazones de usuarios Alice. Y el objetivo general de todos los usuario de Alice es derrotar a todos los demás y terminar el Alicia Eterna, y así ser a quien se le conceda un deseo. Más tarde aparece Kirihara Kiriha, la hermana pequeña de Aruto. Kiriha entonces se revela a sí misma como un usuario y procede a luchar. Aruto rompe la lucha y los dos hacen la paz con los demás. El trío luego se pone de acuerdo para ayudarse mutuamente a terminar el Alice Eterna. El resto de la serie sigue sus aventuras juntos.

## Personajes

### Arisu Arisugawa (有栖川ありす, Arisugawa Arisu?)
Arisu es el nombre japonés que está escrito en hiragana, y no en las katakanas, aunque su nombre aún tiene gran similitud a Alicia. La primera vez que se encuentra con Aruto fue durante una noche, en la que ella aparece de repente saltando bajo el cielo oscuro, Aruto decide seguirla, y la encuentra en una biblioteca luchando con otra chica. Luego de que la derrotara, arisu roba su historia y desaparece. Luego de ese incidente, con el paso del tiempo, Arisu y Aruto se vuelven bueno amigos. 
Sin embargo, no parece tener ninguna memoria antes de la reunión anterior, Aruto como ella es en realidad un personaje que se crea de la imaginación con el fin de sustituir a su hermana, a quien sabía que no podía amar. 
Un experimentado y dedicado Alice usuario, que ha permitido a sí misma que se le mantenga su misión de convertirse en amigos y gana con dos de sus enemigos, pero eventualmente tiene que desbloquear a terminar el sinfín de Alice.

### Aruto Kirihara (桐原有人, Kirihara Aruto?)
Aruto, el protagonista masculino, es un ávido fanático de la Alice's Adventures in Wonderland y novelas que está escribiendo una secuela que le fanfiction. Se explica en la historia que, a causa de su fanatismo con Alice libros, es capaz de entrar en las maravillas del Espacio, que es una dimensión donde los usuarios Alice lucha. En primer lugar, habla con Arisu durante una lucha que tiene con otra chica en las maravillas del Espacio. En su escuela, al día siguiente, él descubre que ella es también un compañero de estudios en su escuela. Arisu se hace amigo de Aruto y los deseos de leer su fanfiction en su casa, sin embargo la hermana pequeña Aruto avisos y rápidamente se da cuenta de que Arisu es, y se convierte en celoso de ella como ella ama a su hermano, y no en los hermanos manera. Aruto tiene el poder para copiar y escribir las historias en el corazón de los pueblos y luego en la serie se demostró que él tenía el poder para hacer personajes de una historia para aparecer en el mundo real.

### Kiraha Kirihara (桐原きらは, Kirihara Kiraha?)
Kiraha, es la hermana menor de Aruto, se adjunta a la Aruto por amor a él, no como un hermano, sino como un hombre. Afirma que no le gusta los cuentos de Alice. Una vez que se pone de manifiesto que es un usuario de Alice y cuando pelea contra Arisu, ella admite que ella desea completar el eterno Alice para hacer feliz a Aruto. En algún punto de la serie, parece que ella se enamora de Aruto. Kiriha a menudo compite con Arisu para llamar la atención de Aruto. A pesar de su aversión por Arisu, se compromete a trabajar con ella para completar el sinfín de Alice. Ella planea utilizar su deseo de llegar a enamorar a su hermano. Que originalmente no se preocupan por la recogida de historias, sino porque Aruto lo hace, ella también lo hace. 

### Kisa Misaki
Es Otra Alice. A diferencia de los otros, sólo se convirtió en un usuario para poder Alice, pero después de battleing Arisu (a pesar de que parezca que no se preocupan por las historias antes de la batalla) y se guardan por Kiraha, está de acuerdo para ayudar a recopilar las historias con el fin de estar más cerca de Kiraha . 

### Kirika Kagarigi
Es una chica que utiliza su popularidad y el intelecto para manipular a Aruto, Kiraha, y Arisu.

## Música
- Tema inicial: Little Primrose por Kukui
- Tema créditos: Kioku Baraen (記憶薔薇園) por Ai Shimizu

- Datos: Q5158632